# São Domingos (Coronel Fabriciano)
São Domingos é um bairro do município brasileiro de Coronel Fabriciano, no interior do estado de Minas Gerais. Localiza-se no distrito Senador Melo Viana, estando situado no Setor 4. Segundo o censo demográfico de 2022, realizado pelo Instituto Brasileiro de Geografia e Estatística (IBGE), sua população era de 3 519 habitantes e havia 1 222 domicílios particulares permanentes ocupados.
De acordo com o IBGE, em 2010 a população era de 3 765 habitantes e havia 1 164 domicílios particulares.

## História e descrição
O nome do bairro é uma referência ao primeiro proprietário das terras, ocupadas por uma fazenda, que foi adquirida posteriormente por Nicanor Ataíde na década de 1940, depois por José Felisberto, em seguida por Lafaiete Lopes e finalmente pela Arquidiocese de Mariana, por intermédio do pároco local, padre Rocha. Após o adoecimento do religioso, a propriedade foi comprada e loteada pela ENR Ltda, dando origem aos bairros São Domingos e Recanto Verde.
Localiza-se a noroeste da zona urbana da cidade e é ocupado predominantemente pela classe média-baixa e classes D e E, embora, como a maioria dos bairros de Coronel Fabriciano, possa apresentar uma certa mistura de classes. Os bairros da cidade não foram planejados, ao contrário de suas vizinhas Timóteo e Ipatinga, que deliberadamente projetaram bairros específicos para cada classe social. Nesse bairro fica o Estádio Josemar Soares, a sede do Avante Esporte Clube, um dos principais campeões municipais de Futebol Amador.
Segundo o IBGE, o bairro possui duas áreas consideradas como favelas e comunidades urbanas, que são o Morro Padre Rocha (com 871 habitantes em 2022) e o Serra Pelada (570 moradores).

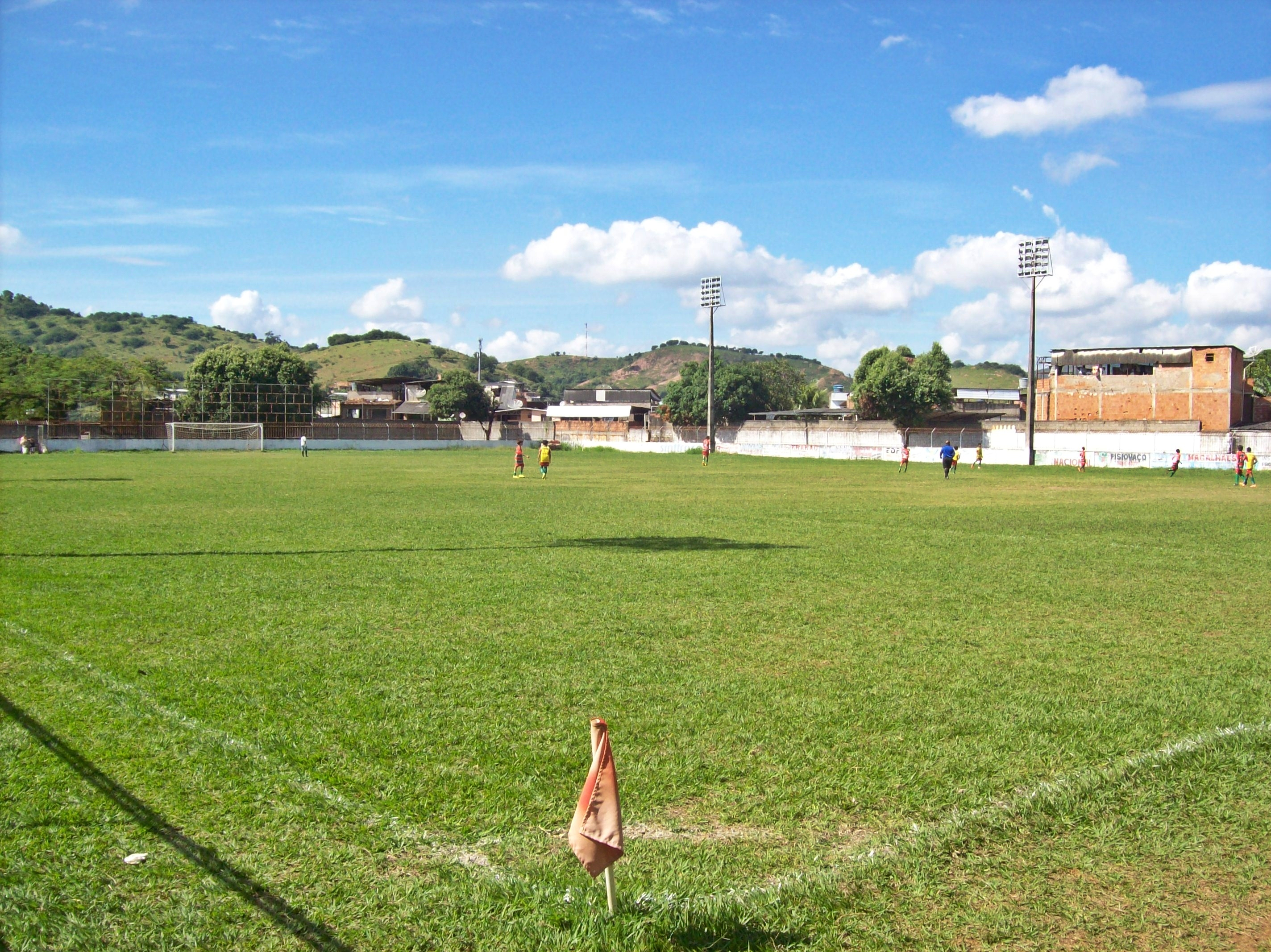
Estádio Josemar Soares, Campo do Avante.
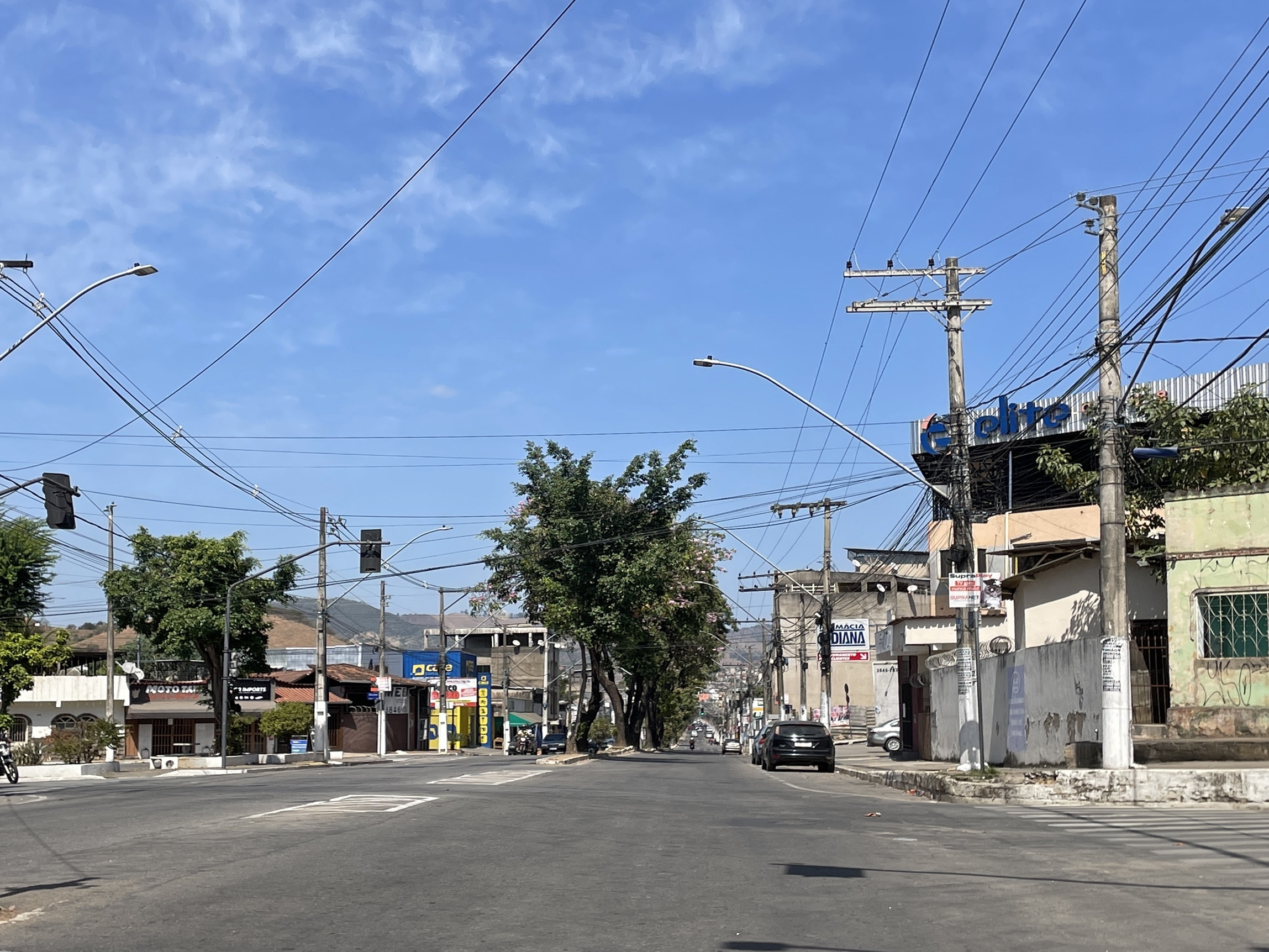
Avenida Magalhães Pinto entre os bairros Melo Viana e São Domingos
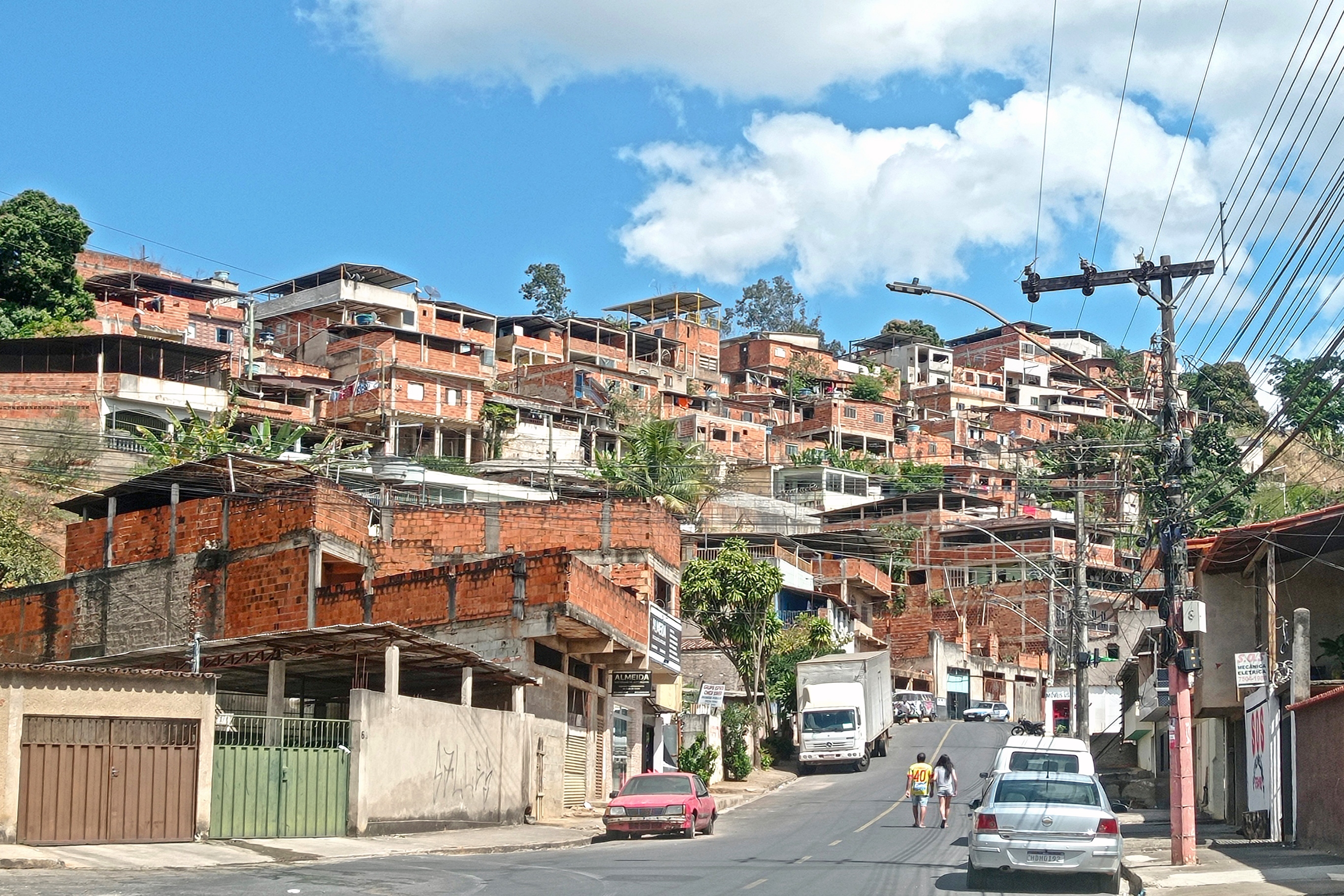
Morro Padre Rocha, que faz parte do São Domingos.